# Erannis demacularia
Erannis demacularia là một loài bướm đêm trong họ Geometridae.